# This Is Our Music
This Is Our Music es un álbum musical de free jazz, grabado y lanzado originalmente en 1961 por el saxofonista estadounidense Ornette Coleman. Es un disco notable por ser el único de Coleman con Atlantic Records en contener un estándar (una poco ortodoxa versión de "Embraceable You") y es el único con la alineación de Don Cherry, Charlie Haden y Ed Blackwell. La sesión incluye algunos de sus temas más reconocidos: Blues Connotation, Beauty Is a Rare Thing y Kaleidoscope.

## Lista de canciones
- Todos los temas compuestos por Ornette Coleman, excepto donde se indique lo contrario.

1. Blues Connotation – 5:14
2. Beauty Is a Rare Thing – 7:12
3. Kaleidoscope – 6:33
4. Embraceable You (Gershwin, Gershwin) – 4:54
5. Poise – 4:37
6. Humpty Dumpty – 5:20
7. Folk Tale – 4:46

## Personal
- Ornette Coleman – saxofón alto
- Don Cherry – trompeta pocket
- Charlie Haden – contrabajo
- Ed Blackwell – batería